# UTC+11:30
UTC+11:30 je vremenska zona koja se koristi:

## Standardno vrijeme (cijela godina)
- Australija
- Norfolk

2. studenog 1868. godine Novi Zeland je službeno uveo standardno vrijeme i drži se prvom državom koja je uvela tu instituciju na razini države. Bilo je temeljeno na zemljopisnoj dužini 172° 30' istočno od Greenwicha, što iznosi 11 sati i 30 minuta ispred greenwhichog vremena. Taj standard je bio poznat kao Novozelandsko vrijeme (NZMT). Danas je ono blizu zone koju pokriva UTC+11:30.

## Vanjske poveznice
- Gradovi u vremenskoj zoni UTC+11:30